# Lagoptera microrhoea
Lagoptera microrhoea là một loài bướm đêm trong họ Erebidae.